# Martin Weigel (Oberbergmeister)
Martin Weigel, unterschrieb als Martin Weygel, (* 28. Oktober 1555 in Schwarzenberg; † 4. August 1618 in Freiberg) war ein deutscher Markscheider und kursächsischer Oberbergmeister.

## Leben
Als Vater von Martin Weigel wird in dessen Leichenpredigt der Schwarzenberger Stadtrat Christoff Weigel angegeben, allerdings wies bereits Walter Fröbe darauf hin, dass dessen Vorname vermutlich nicht stimmt. Der aus dem Erzgebirge stammende Weigel wurde 1568 im Alter von zwölf Jahren in die Harzer Bergwerke geschickt, um dort das Bergmannshandwerk zu erlernen. Nach 12 Jahren kehrte er ins Erzgebirge zurück, 1582 wurde er Steiger in Schneeberg. Dort übernahm er 1590 das Amt des Markscheiders. Weil er viele schwere Durchschläge richtig angegeben hatte, wurde er 1593 zum Berggeschworenen in Schneeberg gewählt. 1595 ging er als Bergmeister nach Annaberg und 1597 als Bergvogt bzw. Bergverwalter nach Freiberg. 1602 wurde ihm das Amt des kursächsischen Oberbergmeisters übertragen, das er bis zu seinem Lebensende ausübte.
Am 16. Mai 1586 heiratete er in Schneeberg die Tochter des dort seit 1575 als Schichtmeister nachweisbaren Erasmus (Asmus) Gräff, Margaretha (1565–1630). Ihr erster Sohn erhielt dessen Vornamen: Erasmus Weigel. Martin Weigels Tochter Dorothea war laut Christian Lehmann seit 1615 Ehefrau des Freiberger Schichtmeisters und Rittersgrüner Hammerherren Balthasar Escher.
Seit der Regierungszeit von Kurfürst August (1553–1586) gab es Bemühungen zur Wiederaufnahme der Salzproduktion in der Saline Altensalz. Daran war u. a. 1603 auch Martin Weigel beteiligt. Am 27. Februar 1605 nahm er am Erbvermessen der Grube St. Catharina Neufang bei Schneeberg teil. Ferner ist seine Anwesenheit beim Vermessen der Schneeberger Grube „Fünfzehn Wochen“ am 4. Dezember 1605 belegt.
1615 geriet er mit dem Bergvogt Salomon Brunn in Sangerhausen in eine ernsthafte Auseinandersetzung um den Vortrieb des Tiefen Gonnaer Stollens. Beide ließen unabhängig voneinander zwei verschiedene Suchstollen anlegen, um auf eine neue Kupferschieferlagerstätte zu stoßen. Ein Jahr dauerten die Auseinandersetzungen und der Kompetenzstreit, der auch dem Kurfürsten Johann Georg I. von Sachsen nicht verborgen blieb. Das Berggericht entschied, dass derjenige von beiden Bergleuten die Kosten für den Vortrieb des Stollens zahlen sollte, der nur auf taubes Gestein stoße. Doch so einfach war die Lösung nicht, denn Brunn stieß nicht mit dem Hauptstollen auf Kupferschiefer, sondern durch Zufall beim Anlegen eines Lichtloches. Weigels Stollen hingegen brachte keinerlei Schiefererträge. Die Verärgerung darüber soll dazu beigetragen haben, dass Weigel kurz nach seiner Rückkehr von einer erneuten Reise nach Sangerhausen 1618 in Freiberg starb. Nach Weigels Tod erschien die von dem Freiberger Superintendenten Abraham Gensreff im Dom zu Freiberg gehaltene Leichenpredigt als Druck.

## Wirken
Zum Wirken Weigels gibt es widersprüchliche Angaben. Nach Sieber soll er 1580 den Handbohrer eingeführt und 1613 erstmals mit Pulver geschossen haben. Nach einer Veröffentlichung von 1732 soll er 1613 in den Freiberger Gruben das Bohren und Schießen eingeführt haben. Anderen Angaben zufolge wird dies dem ebenfalls aus dem Harz stammenden Caspar Morgenstern zugeschrieben.
Der Schneeberger Chronist Christian Meltzer bezeichnete Martin Weigel als „ein Ausbund eines Berg=verständigen Mannes […]/ der auch viel streitige Berg=Sachen an andern Orten glücklich decidiret/ nachdem er aus einem Berg=Jungen ein so vornehmer Mann geworden.“